# アリドアメリカ

北アメリカにおけるアリドアメリカ地帯

アリドアメリカ（Aridoamerica）は、メキシコおよびアメリカ合衆国南西部に広がる生態学的地域の名前で、乾燥に強い豆であるテパリービーンが文化的に重要な主食として存在することによって定義される。その乾燥した気候と地理は、南部および東部に接する緑の多い、現在の中央メキシコから中央アメリカにかけて広がるメソアメリカ、および北部のより温和な「島」をなすオアシスアメリカと対照をなす。アリドアメリカ、メソアメリカ、オアシスアメリカの範囲は互いに重なりあっている。
比較的過酷な条件のため、この地域の先コロンブス期の人々は独特の文化および農業パターンを発達させた。この地域の年間降雨量は120ミリから160ミリに過ぎず、このわずかな雨によって季節的に水がたまる渓流や小池が形成される。
アリドアメリカの語は1985年にアメリカ合衆国の人類学者ゲーリー・ポール・ナバーンによって導入されたが、先行する人類学者であるアルフレッド・L・クローバーおよびパウル・キルヒホフによる砂漠地帯の「真の文化的実体」を同定する研究にもとづいている。キルヒホフは1954年の画期的論文において最初に「乾燥アメリカ」(Arid America)という術語を使用して、「私は採集民のそれに「乾燥アメリカ」または「乾燥アメリカ文化」の名を、農民のそれに「オアシスアメリカ」または「オアシスアメリカ文化」の名を与えることを提案する」と述べた。
メキシコの人類学者ギイェルモ・ボンフィル・バターヤによれば、アリドアメリカとメソアメリカの区別は「植民地以前のメキシコの一般的歴史の理解に有用である」ものの、両者の境界は「2つの根本的に異なる世界を分かつ障害ではなく、気候的地域の可変な境界」と考えるべきである。アリドアメリカの住民は「不安定で変動するフロンティア」に住み、「南方の文明と常につながりを保っていた」。

## 生活基盤

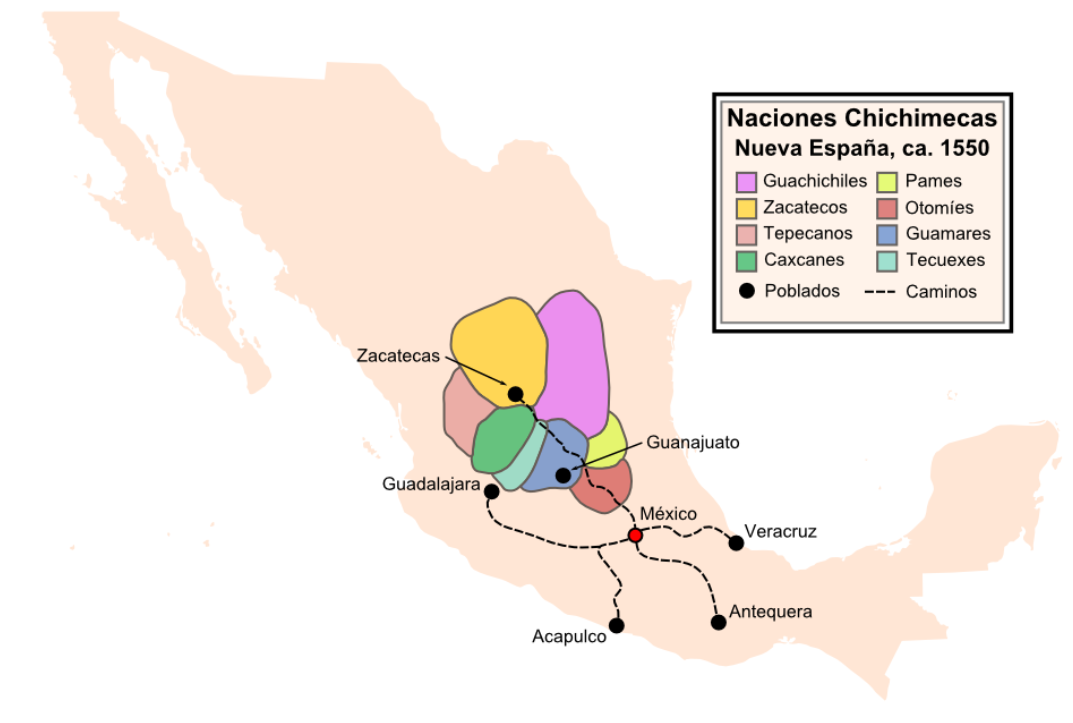
チチメカとして知られる諸部族の分布（1550年ごろ）

ナワ族によっていくつかの民族を包括的に指すのに使われたチチメカという語は、アリドアメリカ草原の狩猟採集民を意味する。彼らはリュウゼツラン、メキシコチモランの花、メスキート、チアシード、およびオプンティアの実を含むサボテンを採集した。とりわけアオノリュウゼツランはこの地域の重要な資源である。
乾燥した気候的条件にもかかわらず、アリドアメリカでは野生および栽培されたテパリービーンの種類がもっとも多く、テパリービーンの栽培はこの地ではじめられた可能性がある。トウモロコシ栽培は紀元前2100年ごろまでにこの地に伝わったが、ユト・アステカの移民によってもたらされたか、それとも南方または北方の他の民族から文化的に伝来したかについて、考古学者の見解は分かれている。
バハ・カリフォルニア半島では食料は漁撈と狩猟により、またドングリ、ノパル、松の実ほかの野生植物の収穫による。
歴史的にアリドアメリカの人々はヤナギの萌芽更新を行っていた。すなわち、木の幹を伐採して切り株にし、そこから出る若芽をしっかり織って防水性の調理用のかごを作った。かごの中に入れた粥に火で熱した石を突っこむことで調理を行った。

## 砂漠

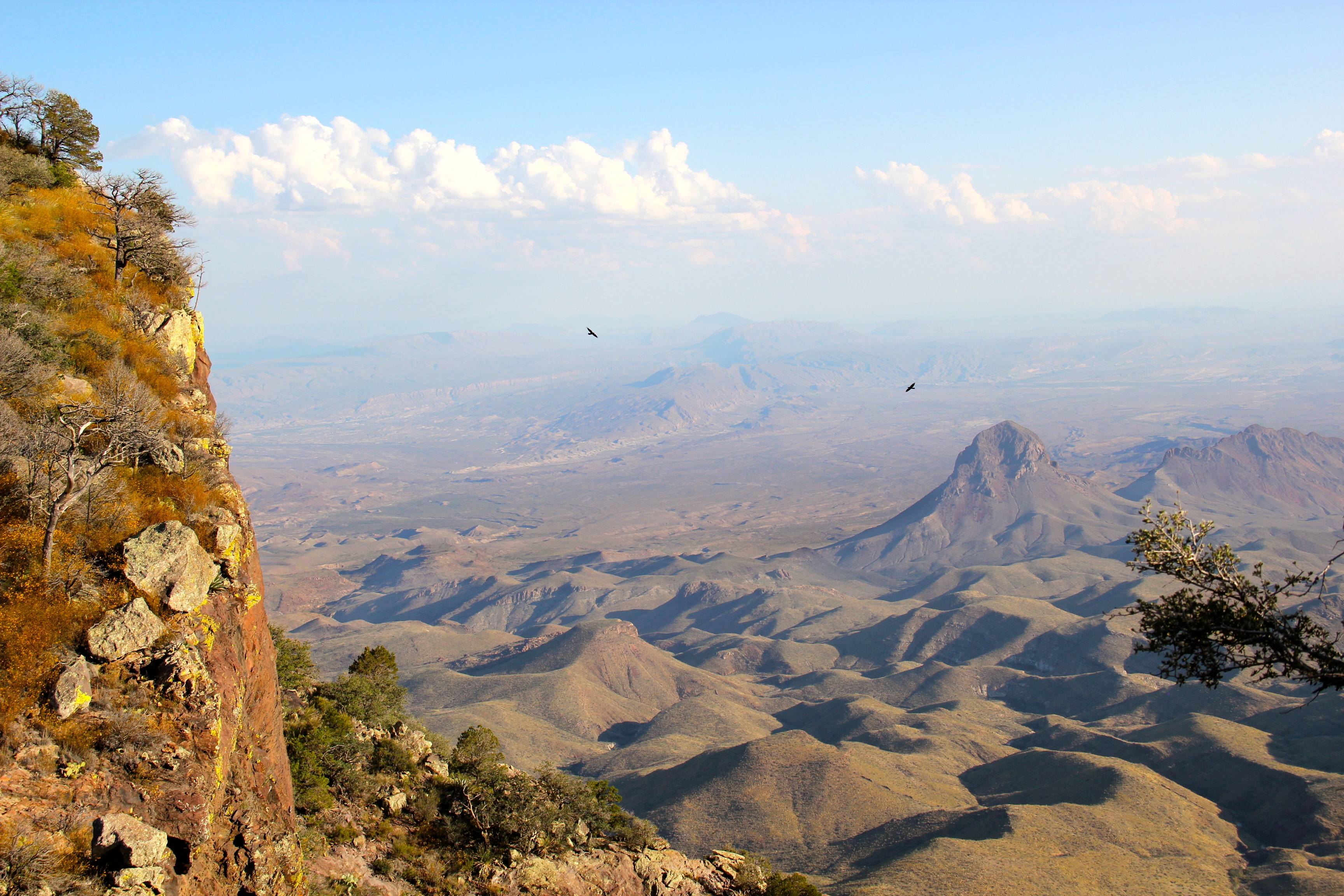
チワワ砂漠の地形は主に多くの小さな山脈によって分けられた盆地からなる

チワワ砂漠の標高は600メートル（1970フィート）から1700メートル（5500フィート）まで差があり、いくつかの山脈が含まれる。すなわちサン・アンドレス山脈、ドニャアナ山脈、フランクリン山脈である。チワワ砂漠は西シエラ・マドレ山脈と東シエラ・マドレ山脈の2つの山脈にはさまれた雨蔭砂漠であって、この2つの山脈が海からもたらされる雨を遮っている。チワワ砂漠は「西半球において生物学的にもっとも多様な砂漠であり、世界でもっとも多様な砂漠のひとつ」であって、世界のどの砂漠よりも多くの種類のサボテンが生育する。遍在するさまざまな種のサボテンに加えて、この地域でもっとも豊富な植物はリュウゼツラン、ユッカ、メキシコハマビシ（クレオソートブッシュ、Larrea tridentata）である。

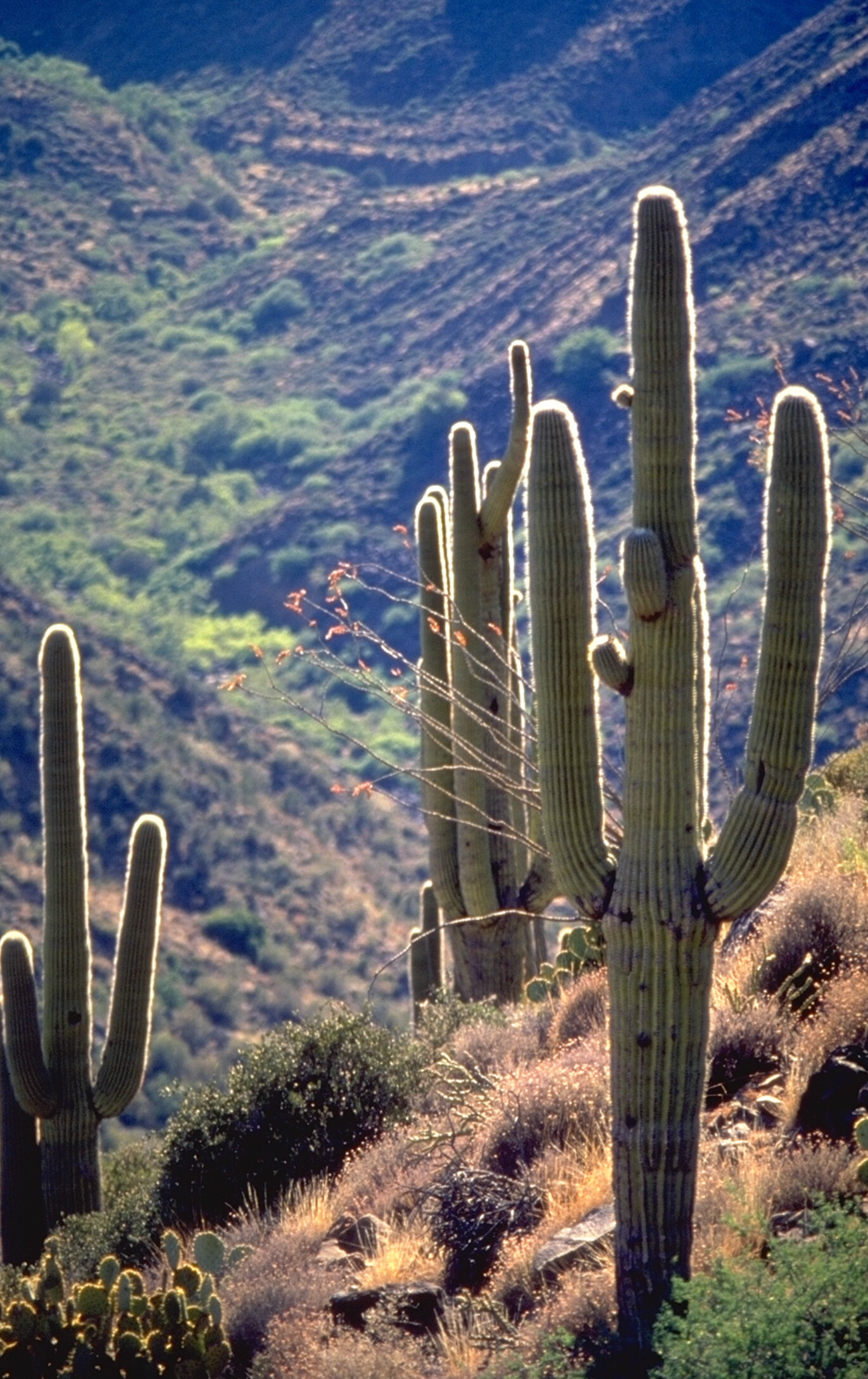
ソノラ砂漠のサワロ

アメリカ合衆国南西部と聞いて人が通常連想するのはソノラ砂漠の風景である。ソノラ砂漠はアメリカ合衆国南西部の南西部を構成する。年間降雨量は100-300mm（4-12インチ）であり、もっともよく知られた植物はこの砂漠固有のサボテンであるサワロ (saguaro) である。その北西にはモハーヴェ砂漠、北にはコロラド高原、東にはアリゾナ山脈森林とチワワ砂漠が接する。代表的なサワロのほか、ソノラ砂漠には世界のどの砂漠よりも多様な植物があり、多種多様なサボテンが含まれる。
アリドアメリカ北西端はモハーヴェ砂漠に覆われている。地形学的にはモハーヴェ砂漠はそのすぐ北に位置するグレートベースン砂漠に非常によく似ている。モハーヴェ砂漠の年間降雨量は150mm（6インチ）未満であり、標高は海抜900メートル（3000フィート）から1800メートル（6000フィート）の間にある。もっとも豊富な植物はジョシュアツリー (Yucca brevifolia) である。この植物は12メートル（40フィート）もの高さに生育し、1000年近く生きると考えられている。他の主要な植物にはモハーヴェ砂漠の固有種であるパリー・ソルトブッシュ (Atriplex parryi) とモハーヴェ・セージ (Salvia mohavensis) 、およびメキシコハマビシがある。

## 範囲
現在のメキシコでアリドアメリカに属する州には、アグアスカリエンテス州、バハ・カリフォルニア州、バハ・カリフォルニア・スル州、コアウイラ州、チワワ州、ドゥランゴ州、ヌエボ・レオン州、サン・ルイス・ポトシ州、ソノラ州、タマウリパス州、サカテカス州がある。また、イダルゴ州、グアナフアト州、ケレタロ州、ハリスコ州、シナロア州は北部がアリドアメリカに属する。